# La legge e la signora
La legge e la signora fu pubblicato nel 1875 da Wilkie Collins. A differenza de La Pietra di Luna e La donna in bianco, non contiene elementi del sensazionale e del sovrannaturale, ma è strutturato come una vera e propria detective story.

## Trama
Valeria Brinton, giovane e caparbia donna inglese, sposa il mite Eustace Woodville ma il matrimonio inizia sotto cattivi auspici. Pochi giorni dopo le nozze scopre, infatti, che suo marito l'ha sposata con un falso nome. Attraverso indagini fra gli amici di Eustace MacAllan (il suo vero nome), scopre che il suo sposo è stato processato tre anni prima per l'omicidio per avvelenamento della sua prima moglie, che lui non ha mai amato, e che la corte scozzese che lo ha processato lo ha assolto per mancanza di prove che lo inchiodassero. A causa di questa macchia sulla sua reputazione Eustace ha cambiato nome e ora abbandona Valeria per la vergogna e per la paura che la sposa potesse avere dubbi sulla sua innocenza mai dimostrata. Inizia qui la lunga indagine di Valeria per dimostrare l’innocenza di suo marito nell’omicidio della sua prima moglie.
Tale impresa rappresenta anche l'unico modo per riportarlo al tetto coniugale. Farà la conoscenza di uno signore al quale mancano gli arti inferiori: Miserrimus Dexter, amico di Eustace, presente nella casa a Gleninch in cui il delitto si è svolto. Dexter cercherà  di depistare Valeria nelle indagini per nascondere la verità. Come poi si scoprirà, egli non è direttamente coinvolto nella morte della prima moglie di Eustace, ma, segretamente innamorato della moglie dell'amico, con le sue pressioni portò la signora MacAllan al suicidio per avvelenamento.

## Edizioni
- Wilkie Collins, La legge e la signora, traduzione di Luca Scarlini, 1 ed., collana Le porte, Fazi Editore, 2000,  pp. 419, cap. 50, ISBN 88-8112-152-2.
- Wilkie Collins, La legge e la donna 1 ed, italiana, pp 237 Capitoli da I a XXII, unito a La Legge e la donna o La traccia del Delitto Capitoli da XXIII a L pp 273 Milano Fratelli Treves 1875 IT\ICCU\MIL\0728321